# سفيند اسموسين
سفيند اسموسين (بالدنماركية: Svend Asmussen)‏ هو عازف الجاز وممثل دانمركي، ولد في 28 فبراير 1916 بكوبنهاغن في الدنمارك، وتوفي في 7 فبراير 2017 في الدنمارك.

## وصلات خارجية
- سفيند اسموسين على موقع IMDb (الإنجليزية)
- سفيند اسموسين على موقع ميوزك برينز (الإنجليزية)
- سفيند اسموسين على موقع أول موفي (الإنجليزية)
- سفيند اسموسين على موقع قاعدة بيانات الأفلام السويدية (السويدية)
- سفيند اسموسين على موقع أول ميوزيك (الإنجليزية)
- سفيند اسموسين على موقع ديسكوغز (الإنجليزية)
- سفيند اسموسين على موقع قاعدة بيانات الفيلم (الإنجليزية)
- سفيند اسموسين على موقع كينوبويسك (الروسية)